# Rubídium-pentaszulfid
A rubídium-pentaszulfid egy kémiai vegyület képlete Rb2S5.

## Előállítása
A rubídium-pentaszulfid, rubídium-szulfid és kén hidrogén atmoszférában való reakciójakor keletkezik.

## Tulajdonságai
Kristályai köbösek tércsoport: P212121. Rács paraméterei: a = 683,7 pm, b = 1784,5 pm, c = 663,3 pm, elemi cellája négy atomot tartalmaz.
Ha a nitrogénáramban hevítik akkor rubídium-triszulfid Rb2S3 keletkezik:
{\displaystyle \mathrm {Rb_{2}S_{5}\longrightarrow Rb_{2}S_{3}+2\ S} }
A rubídium-triszulfid egy kristályos és erősen higroszkópos vegyület, kristályai sárgásvörösek, olvadáspontja 213 °C.
Ha a rubídium-pentaszulfidot hidrogénáramban hevítik akkor a hidrogén-szulfid mellett rubídium-diszulfid Rb2S2 keletkezik:
{\displaystyle \mathrm {Rb_{2}S_{5}+3\ H_{2}\longrightarrow Rb_{2}S_{2}+3\ H_{2}S} }

## Fordítás
Ez a szócikk részben vagy egészben  a   Rubidiumpentasulfid című német Wikipédia-szócikk fordításán alapul.  Az eredeti cikk szerkesztőit annak laptörténete sorolja fel. Ez a jelzés csupán a megfogalmazás eredetét és a szerzői jogokat jelzi, nem szolgál a cikkben szereplő információk forrásmegjelöléseként.